# Miss México 2016
Miss México 2016 fue la 1.ª edición del certamen Miss México la cual se realizó en el Teatro Morelos de la ciudad de Morelia, Michoacán el viernes 14 de octubre de 2016. Treinta y un candidatas de toda la República Mexicana compitieron por el título nacional. En esta primera edición se coronó a dos "Miss México" que representaron a México en los certámenes de belleza Miss Mundo 2016 y Miss Mundo 2017, esto con la finalidad de que la representante para el año 2017 tuviera más tiempo de preparación rumbo al certamen internacional.
El título de Miss México 2016 fue ganado por Ana Girault de la Ciudad de México quien compitió en Miss Mundo 2016 en Washington D. C., Estados Unidos. Girault fue coronada por Cynthia Duque Miss México Continentes Unidos 2016, convirtiéndose en la quinta capitalina en ir a Miss Mundo.
El título de Miss México 2017 fue ganado por Andrea Meza de Chihuahua quien compitió en Miss Mundo 2017 en China logrando colocarse como 1.ª Finalista y obtener la corona como Miss Mundo Américas. Meza fue coronada por Cynthia de la Vega Miss México Supranational 2016, convirtiéndose en la primera chihuahuense en ir a Miss Mundo.
El 10 de diciembre se hizo oficial la designación de Marilú Acevedo de Veracruz en el Reinado Internacional del Café 2017 en Colombia logrando obtener la corona para México. El 9 de mayo de 2017 se hizo oficial la designación de Roxana Reyes de Zacatecas en Miss Continentes Unidos 2017 en Ecuador logrando colocarse como 2.ª Finalista. El 17 de mayo se hizo oficial la designación de Yoana Gutiérrez de Jalisco en Miss Grand Internacional 2017 en Vietnam logrando colocarse dentro del Top 20. El 21 de mayo se hizo oficial la designación de Norhely Celaya de Sonora en Top Model of the World 2017 en Egipto logrando colocarse como 2.ª Finalista. El 20 de junio de 2017 se hizo oficial la designación de Ximena Cardoso de Morelos en Miss Costa Maya International 2017 en Belice. El 31 de agosto de 2017 se hizo oficial la designación de Samantha Leyva de Guerrero en Miss Supranational 2017 en Polonia logrando colocarse dentro del Top 25. El 17 de diciembre se hizo oficial la designación de Phegda Bustillo de Chiapas en el Reinado Internacional del Café 2018 en Colombia.

## Resultados
| Posición         | Candidata |
| Miss México 2016 | - Ciudad de México - Ana Girault |
| Miss México 2017 | - Chihuahua - Andrea Meza |
| 1.ª Finalista    | - Guerrero - Samantha Leyva § |
| Top 5            | - Jalisco - Yoana Gutiérrez - Veracruz - Marilú Acevedo |
| Top 10           | - Durango - María Elena Bechelani - Querétaro - Ruth Grosser - Quintana Roo - Fabiola Peniche - Sonora - Norhely Celaya - Zacatecas - Roxana Reyes                                                  |
| Top 16           | - Aguascalientes - Giovanna Alfieri - Chiapas - Phegda Bustillo - Nayarit - Camila Villalvazo - San Luis Potosí - Alejandra Delgadillo - Sinaloa - Melissa Lizárraga - Tamaulipas - Patricia Morato |

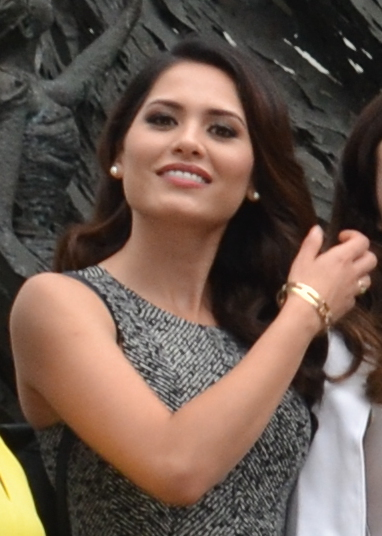
Andrea Meza
Miss Chihuahua 2016, Miss México 2017 y 1.ª Finalista de Miss Mundo 2017.

- § Ganadora del Reto Multimedia, con pase directo al cuadro de 16 semifinalistas.

## Áreas de competencia

### Semifinal
La competencia semifinal se realizó en el Teatro Morelos de la ciudad de Morelia, Michoacán el jueves 13 de octubre, un día antes de la competencia final. Previo al final del evento, todas las candidatas compitieron en traje de baño y traje de noche como parte de la selección de las 15 candidatas quienes formarían el Top 16 final (ya que una entraría por el voto directo del público). El nombre de las 16 concursantes fue revelado  durante el inicio en vivo del evento final. La conducción del evento estuvo a cargo de Cynthia Duque y Cynthia de la Vega. La parte musical fue amenizada por el grupo Amber.

#### Jurado Preliminar
Estos son los miembros del jurado preliminar, que eligieron a las 15 semifinalistas, luego de ver a las candidatas en privado durante entrevistas y pasarela en traje de baño y gala:
- José Medel - Historiador de Concursos de Belleza
- Karla Carrillo - Nuestra Belleza México 2009, modelo, actriz y conductora de televisión
- Aldo Esparza - Mister México 2016
- Dra. Vicky Benítez - Directora de Modstil, colaboradora de Elite México
- Alejandro Mata - Diseñador de modas

### Final
La gala final fue transmitida en vivo a través de Grupo Marmor Multimedios vía Facebook Live para todo México y América Latina desde el Teatro Morelos de la ciudad de Morelia, Michoacán el viernes 14 de octubre. La conducción del evento estuvo a cargo de Karla Carrillo y Mauricio Cuevas. La parte musical fue amenizada por José Julián Figueroa
El grupo de 16 semifinalistas se dio a conocer durante la competencia final, todas ellas seleccionadas por un jurado preliminar, quienes eligieron a las concursantes que más destacaron en las tres áreas de competencia durante la etapa preliminar.
- Las 16 semifinalistas desfilaron en una nueva ronda en traje de baño, donde salieron de la competencia 6 de ellas.
- Las 10 semifinalistas desfilaron en vestido de noche, posteriormente 5 de ellas fueron eliminadas.
- Las 5 finalistas se sometieron a una pregunta final y posteriormente dieron una última pasarela, donde el panel de jueces consideró la impresión general que dejó cada una de las finalistas para votar y definir posiciones finales.

#### Jurado Final
Estos son los miembros del jurado que evaluaron a las concursantes:
- José Medel - Historiador de Concursos de Belleza
- Misael Espinoza - Representante de modelos y relaciones públicas de la agencia Queta Rojas
- Aldo Esparza - Mister México 2016
- Alejo Ríos - Preparador de misses
- Alejandro Mata - Diseñador de Modas

### Premios Especiales
| Premio                     | Candidata                                |
| Reto Belleza con Propósito | - Chiapas - Phegda Becerra               |
| Reto Talento               | - Tamaulipas - Patricia Morato           |
| Reto Deportivo             | - Chihuahua - Andrea Meza                |
| Reto Belleza de Playa      | - San Luis Potosí - Alejandra Delgadillo |
| Reto Top Model             | - Zacatecas - Roxana Reyes               |
| Reto Multimedia            | - Guerrero - Samantha Leyva              |
| Golf Challenge             | - Ciudad de México - Ana Girault         |

### Elección de Miss México Grand
En el mes de marzo de 2017 se lanzó una convocatoria especial para la elección de la quinta reina nacional de la generación, mediante votación del público se eligió a las 15 semifinalistas quienes se enfrentaron a otra serie de votaciones para elegir a las 8 finalistas, para posteriormente seleccionar a la ganadora, siendo Yoana Gutiérrez de Jalisco quien representó al país en Miss Grand Internacional 2017 en Vietnam logrando colocarse dentro del Top 20. 
| Posición               | Candidata |
| Miss México Grand 2017 | - Jalisco - Yoana Gutiérrez |
| Top 8                  | - Chiapas - Phegda Bustillo - Guanajuato - Renata Aguirre - Guerrero - Samantha Leyva - Michoacán - Nefertari González - Nuevo León - Andrea Garza - Tabasco - Yussihey Vidal - Zacatecas - Roxana Reyes          |
| Top 15                 | - Durango - María Elena Bechelani - Hidalgo - Jennifer Rodríguez - Nayarit - Camila Villalvazo - Sinaloa - Melissa Lizárraga - Sonora - Norhely Celaya - Tamaulipas - Patricia Morato - Veracruz - Marilú Acevedo |

## Candidatas
| Estado              | Candidata                                   | Edad | Estatura | Residencia               |
| Aguascalientes      | Giovanna Alfieri González                   | 23   | 1.72     | Aguascalientes           |
| Baja California     | Cecilia Analy Solíz Medina                  | 25   | 1.72     | Mexicali                 |
| Baja California Sur | Cristina Zacarías Flores                    | 23   | 1.76     | La Paz                   |
| Campeche            | Monique Lomelí Canavaggio                   | 24   | 1.76     | Campeche                 |
| Chiapas             | Phegda Alkaith Becerra Bustillo             | 20   | 1.75     | Tuxtla Gutiérrez         |
| Chihuahua           | Alma Andrea Meza Carmona                    | 22   | 1.82     | Chihuahua                |
| Ciudad de México    | Ana Girault Contreras                       | 25   | 1.82     | Ciudad de México         |
| Coahuila            | Liliana Rodríguez Saucedo                   | 25   | 1.75     | Ramos Arizpe             |
| Colima              | Claudia Lucero Delgado Munguía              | 23   | 1.70     | Colima                   |
| Durango             | María Elena Bechelani Ánima                 | 21   | 1.72     | Durango                  |
| Estado de México    | Eva Liliana Velázquez                       | 25   | 1.78     | Naucalpan                |
| Guerrero            | Aida Samantha Leyva Trujillo                | 23   | 1.82     | Acapulco                 |
| Hidalgo             | Jennifer Rodríguez García                   | 19   | 1.68     | Pachuca                  |
| Jalisco             | Yoana Gutiérrez Vázquez                     | 22   | 1.76     | San Miguel el Alto       |
| Michoacán           | María Nefertari González Núñez              | 20   | 1.68     | Lázaro Cárdenas          |
| Morelos             | Ximena Cardoso Gutiérrez                    | 23   | 1.82     | Cuernavaca               |
| Nayarit             | Diana Camila Villalvazo Osoria              | 18   | 1.72     | Tepic                    |
| Nuevo León          | Andrea Garza Méndez                         | 20   | 1.68     | San Nicolás de los Garza |
| Oaxaca              | Mittzy Delfina Ruschke Lira                 | 23   | 1.69     | San Pedro Pochutla       |
| Puebla              | Giovanna de la Barreda Angon                | 20   | 1.70     | Puebla                   |
| Querétaro           | Ruth Eustolia Grosser Alcántara             | 25   | 1.87     | Corregidora              |
| Quintana Roo        | Fabiola Cristina Peniche Canto              | 23   | 1.74     | Cancún                   |
| San Luis Potosí     | Alejandra Delgadillo Salazar                | 24   | 1.80     | Monterrey                |
| Sinaloa             | Melissa Carolina Lizárraga Castro           | 25   | 1.73     | Culiacán                 |
| Sonora              | Norhely Celaya Bracamontes                  | 25   | 1.82     | Hermosillo               |
| Tabasco             | Yussihey Litzahally Vidal Celorio           | 23   | 1.65     | Jonuta                   |
| Tamaulipas          | Claudia Patricia Morato García              | 24   | 1.72     | Matamoros                |
| Tlaxcala            | Areli García González                       | 23   | 1.68     | Tlaxcala                 |
| Veracruz            | María de Lourdes "Marilú" Acevedo Domínguez | 22   | 1.70     | Córdoba                  |
| Yucatán             | María Carolina Estrada Fritz                | 22   | 1.78     | Mérida                   |
| Zacatecas           | Roxana Reyes Herrera                        | 24   | 1.78     | Cuauhtémoc               |

## Sobre los Estados en Miss México 2016

### Reemplazos
- Estado de México - Leylany Arce renunció a su título estatal y participación en la competencia nacional por motivos de salud. Fue reemplazada por Liliana Velázquez.
- Nuevo León - Mariel Matar renunció a su título estatal y participación en la competencia nacional sin dejar claro los motivos. Su 2.ª Finalista Andrea Garza fue nombrada como la nueva representante y titular estatal.
- San Luis Potosí - Verónica Sánchez renunció a su título estatal y participación en la competencia nacional por motivos laborales. Fue reemplazada por Alejandra Delgadillo.

### Estados que se retiran de la competencia
- Guanajuato - Renata Aguirre dejó la competencia de manera voluntaria a los pocos días de haber iniciado la concentración nacional, al haber sido víctima de cyber bullyng después de la publicación de fotos oficiales por parte del certamen.

## Crossovers
| Miss Mundo - 2017: Chihuahua - Andrea Meza (1.ª Finalista) - 2016: Ciudad de México - Ana Girault Miss Universo - 2020: Chihuahua - Andrea Meza (Ganadora) Miss Supranacional - 2017: Guerrero - Samantha Leyva (Top 25) Miss Grand Internacional - 2017: Jalisco - Yoana Gutiérrez (Top 20) Miss Intercontinental - 2013: Sinaloa - Melissa Lizárraga - 2012: Oaxaca - Mittzy Ruschke Miss Tourism International - 2018: Tamaulipas - Patricia Morato (Top 10) Top Model of the World - 2017: Sonora - Norhely Celaya (2.ª Finalista) - 2013: Oaxaca - Mittzy Ruschke (Top 15) Miss Continentes Unidos - 2017: Zacatecas - Roxana Reyes (2.ª Finalista) Reinado Internacional del Café - 2018: Chiapas - Phegda Bustillo - 2017: Veracruz - Marilú Acevedo (Ganadora) Miss Pacífico y Caribe - 2014: Sinaloa - Melissa Lizárraga (Ganadora) Miss Costa Maya International - 2017: Morelos - Ximena Cardoso Embajadora Mundial del Turismo - 2015: Coahuila - Liliana Rodríguez (2.ª Finalista) Miss Expo World - 2014: Coahuila - Liliana Rodríguez (No Compitió) Miss Teenager - 2012: Sinaloa - Melissa Lizárraga (No Compitió) Belleza Internacional de las Fiestas Septembrinas - 2013: Oaxaca - Mittzy Ruschke (2.ª Finalista) Miss México - 2019: Veracruz - Marilú Acevedo (1.ª Finalista) Miss Universe Mexico - 2025: Jalisco - Yoana Gutiérrez (Por Competir) Mexicana Universal - 2020: Chihuahua - Andrea Meza (Ganadora) - 2020: Tamaulipas - Patricia Morato (Top 15) Miss Earth México - 2014: Coahuila - Liliana Rodríguez (Top 16) - 2011: Tabasco - Yussihey Vidal (Miss Earth México-Air) - 2011: Zacatecas - Roxana Reyes (Top 16) Miss Piel Dorada México - 2016: Estado de México - Liliana Velázquez (3.ª Finalista) - Representando a Distrito Federal Reina Turismo México - 2015: Querétaro - Ruth Grosser (Top 15) Miss Teen Universe México - 2015: Nayarit - Camila Villalvazo Miss Teenager México - 2012: Sinaloa - Melissa Lizárraga (Designada) Mexico's Next Top Model - 2014: Zacatecas - Roxana Reyes (3.ª Finalista) Miss Nuevo León - 2016: Nuevo León - Andrea Garza (2.ª Finalista) - 2016: San Luis Potosí - Alejandra Delgadillo (1.ª Finalista) Miss Veracruz - 2018: Veracruz - Marilú Acevedo (Designada) Miss Universe Jalisco - 2025: Jalisco - Yoana Gutiérrez (Designada) Mexicana Universal Chihuahua - 2019: Chihuahua - Andrea Meza (Designada) | Mexicana Universal Tamaulipas - 2019: Tamaulipas - Patricia Morato (Designada) Nuestra Belleza Aguascalientes - 2015: Aguascalientes - Giovanna Alfieri (1.ª Finalista) Nuestra Belleza Coahuila - 2014: Coahuila - Liliana Rodríguez Nuestra Belleza Durango - 2013: Durango - María Elena Bechelani Nuestra Belleza Nuevo León - 2012: San Luis Potosí - Alejandra Delgadillo (2.ª Finalista) Nuestra Belleza Oaxaca - 2012: Oaxaca - Mittzy Ruschke (2.ª Finalista) Nuestra Belleza Puebla - 2015: Puebla - Giovanna de la Barreda Nuestra Belleza Querétaro - 2011: Querétaro - Ruth Grosser (2.ª Finalista) Nuestra Belleza Sinaloa - 2014: Sinaloa - Melissa Lizárraga (1.ª Finalista) - 2013: Sinaloa - Melissa Lizárraga (2.ª Finalista) Nuestra Belleza Sonora - 2011: Sonora - Norhely Celaya - 2009: Sonora - Norhely Celaya Nuestra Belleza Tamaulipas - 2016: Tamaulipas - Patricia Morato (1.ª Finalista) - 2012: Tamaulipas - Patricia Morato (1.ª Finalista) Nuestra Belleza Veracruz - 2012: Veracruz - Marilú Acevedo (1.ª Finalista) Nuestra Belleza Yucatán - 2016: Quintana Roo - Fabiola Peniche (1.ª Finalista) Nuestra Belleza Zacatecas - 2012: Zacatecas - Roxana Reyes (1.ª Finalista) Miss Earth Coahuila - 2014: Coahuila - Liliana Rodríguez (Ganadora) Miss Earth Tabasco - 2011: Tabasco - Yussihey Vidal (Ganadora) Miss Earth Zacatecas - 2011: Zacatecas - Roxana Reyes (Ganadora) Miss Grand Sonora - 2015: Sonora - Norhely Celaya Miss Piel Dorada Distrito Federal - 2016: Ciudad de México - Liliana Velázquez (Designada) Reina Turismo Querétaro - 2015: Querétaro - Ruth Grosser (Designada) Miss Teen Universe Nayarit - 2015: Nayarit - Camila Villalvazo (Ganadora) Flor Tabasco - 2013: Tabasco - Yussihey Vidal (Ganadora) Reina de Colima - 2010: Colima - Claudia Delgado (1.ª Finalista) Reina de la Feria de San Marcos - 2016: Aguascalientes - Giovanna Alfieri (Ganadora) Reina de la Feria de Tlaxcala - 2014: Tlaxcala - Areli García (Ganadora) Reina UACH - 2015: Chihuahua - Andrea Meza Señorita ICEST - 2016: Tamaulipas - Patricia Morato (Ganadora) Señorita Turismo Región de los Altos - 2013: Jalisco - Yoana Gutiérrez (Ganadora) Señorita San Miguel el Alto - 2012: Jalisco - Yoana Gutiérrez (Ganadora) Señorita UANL - 2015: Nuevo León - Andrea Garza - 2011: San Luis Potosí - Alejandra Delgadillo - 2008: San Luis Potosí - Alejandra Delgadillo (1.ª Finalista) |